# شهرستان یوگوا
شهرستان یوگوا (به استونیایی: Jõgeva maakond) یکی از شهرستان‌های کشور استونی است.
این شهرستان در سال ۲۰۱۱ میلادی ۳۶٬۵۵۰ نفر جمعیت داشته‌است و مرکز آن شهر یوگوا است.

## نگارخانه

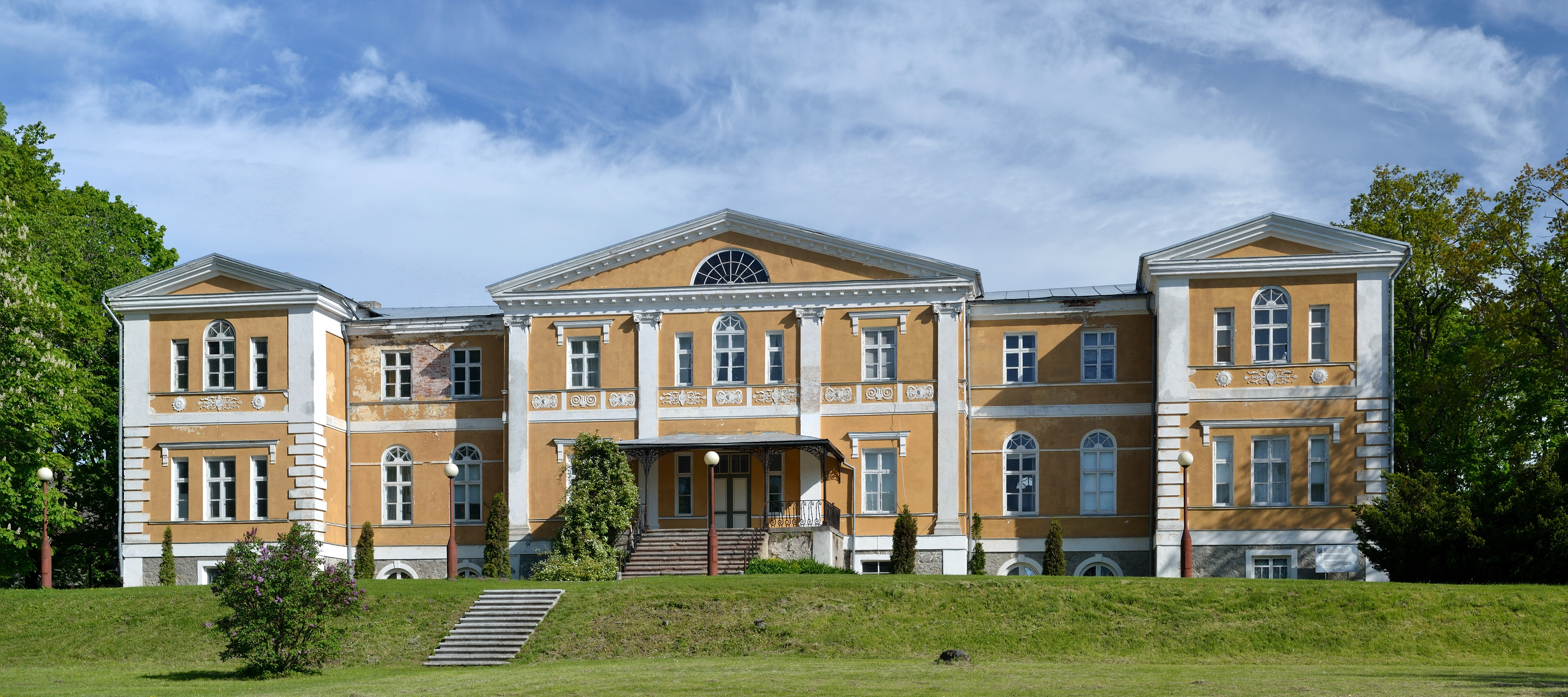
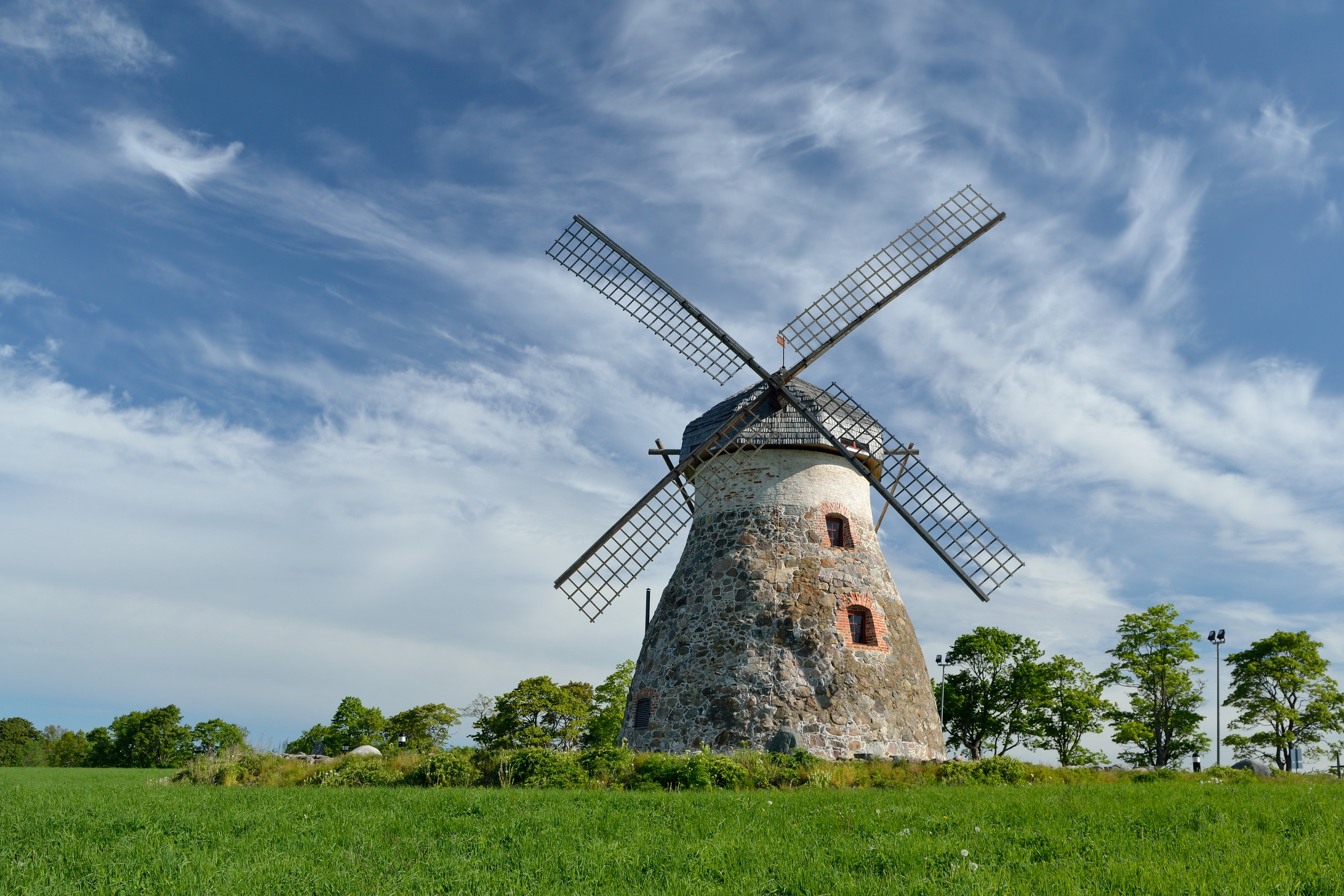
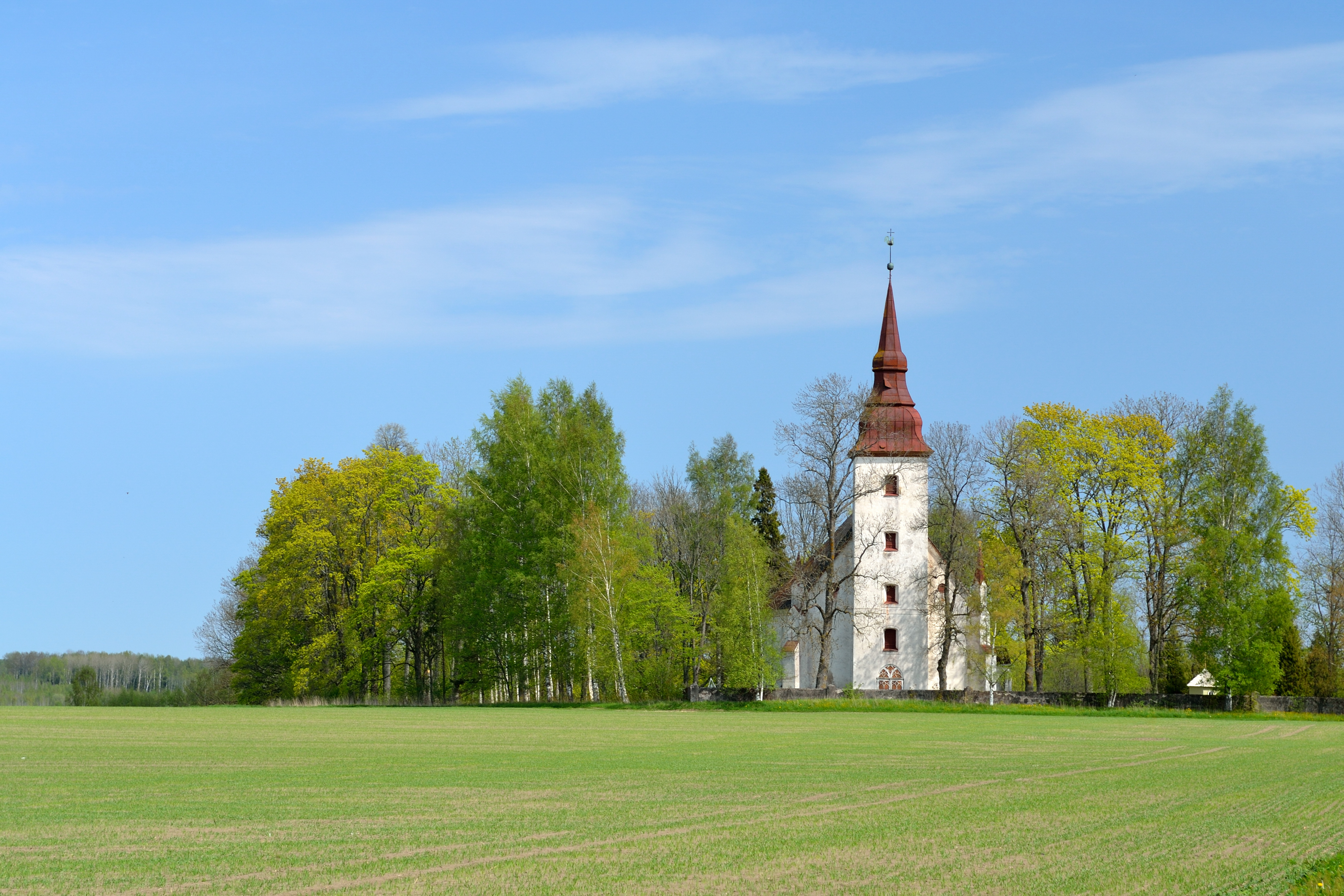
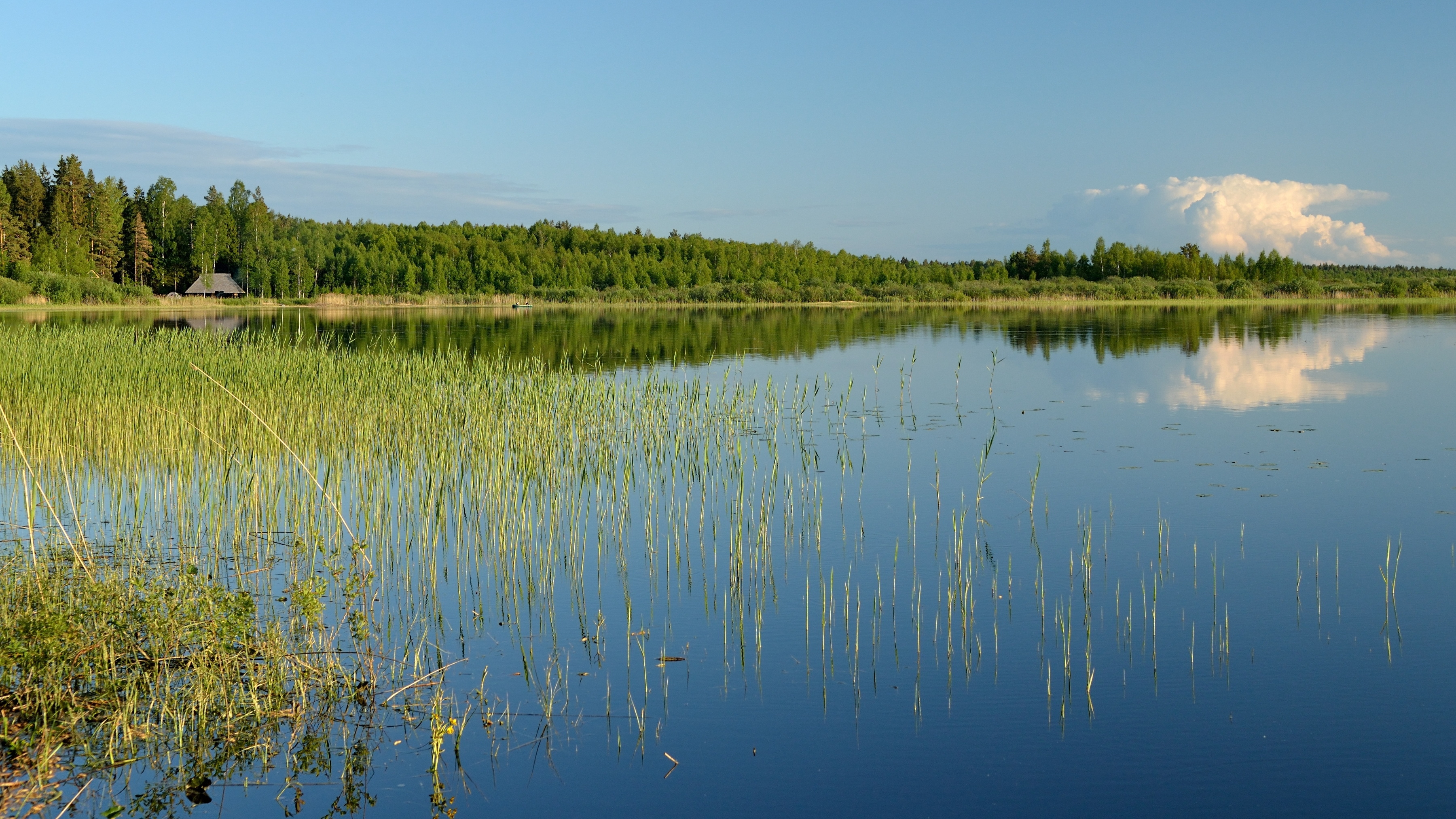
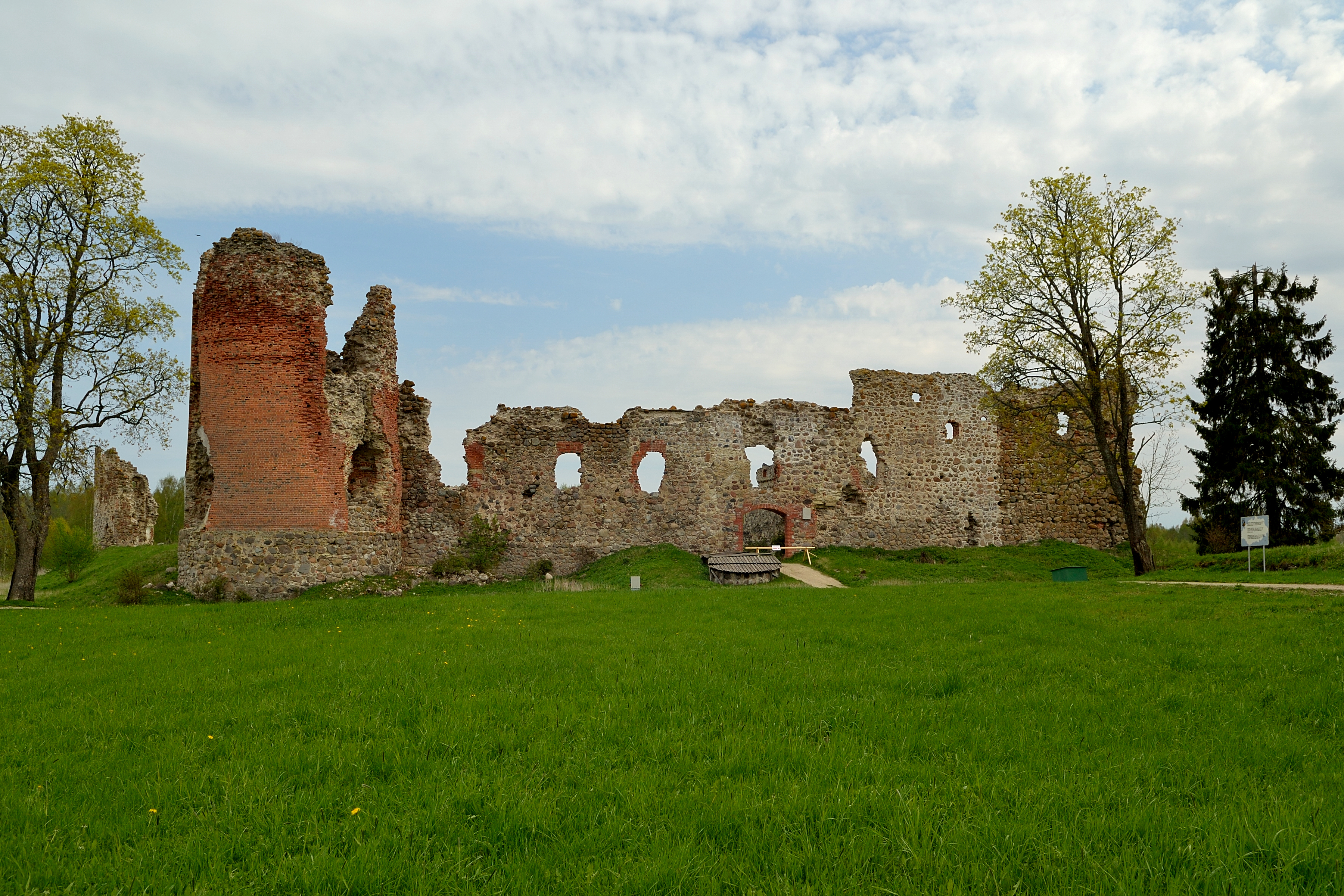
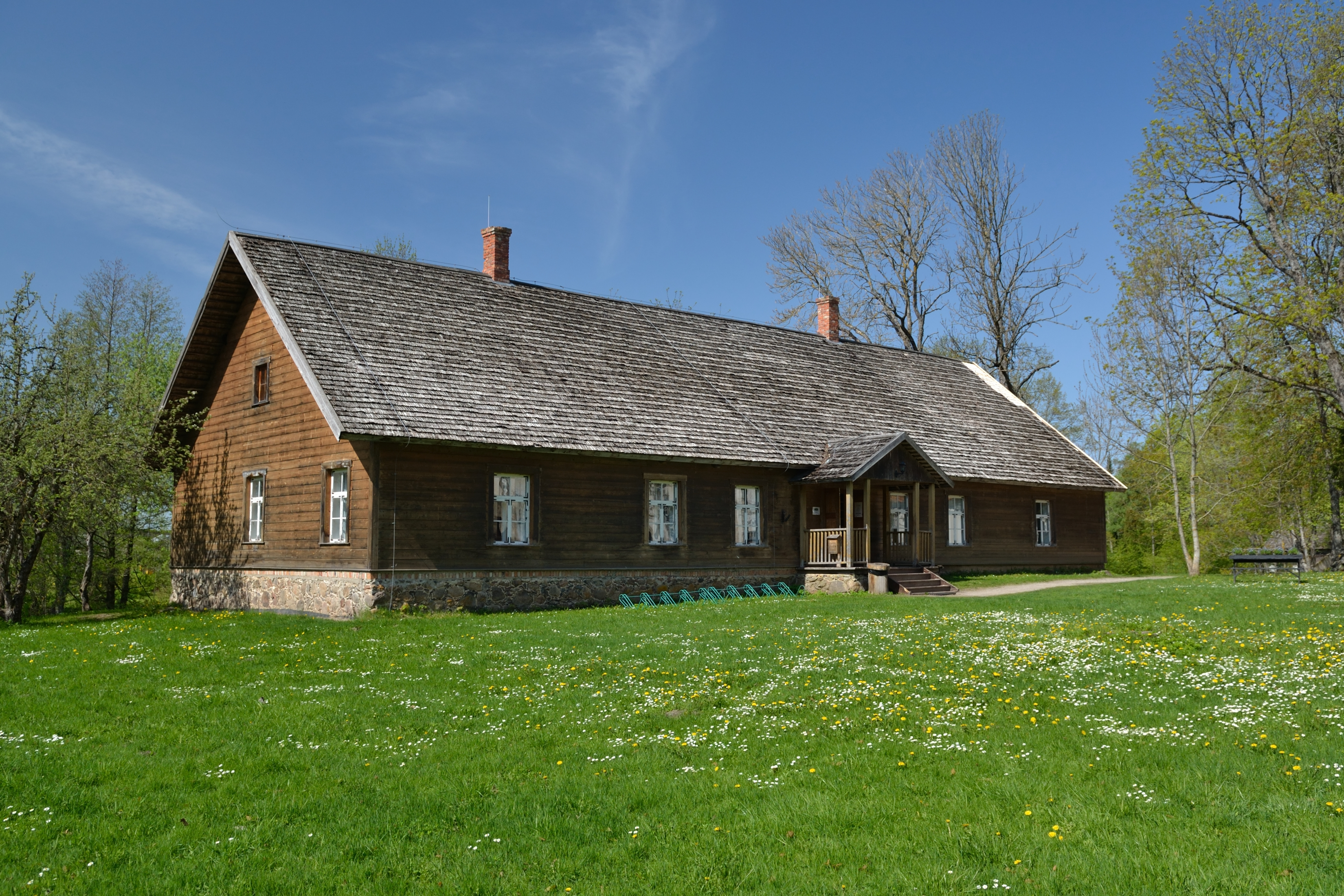

## شهرها

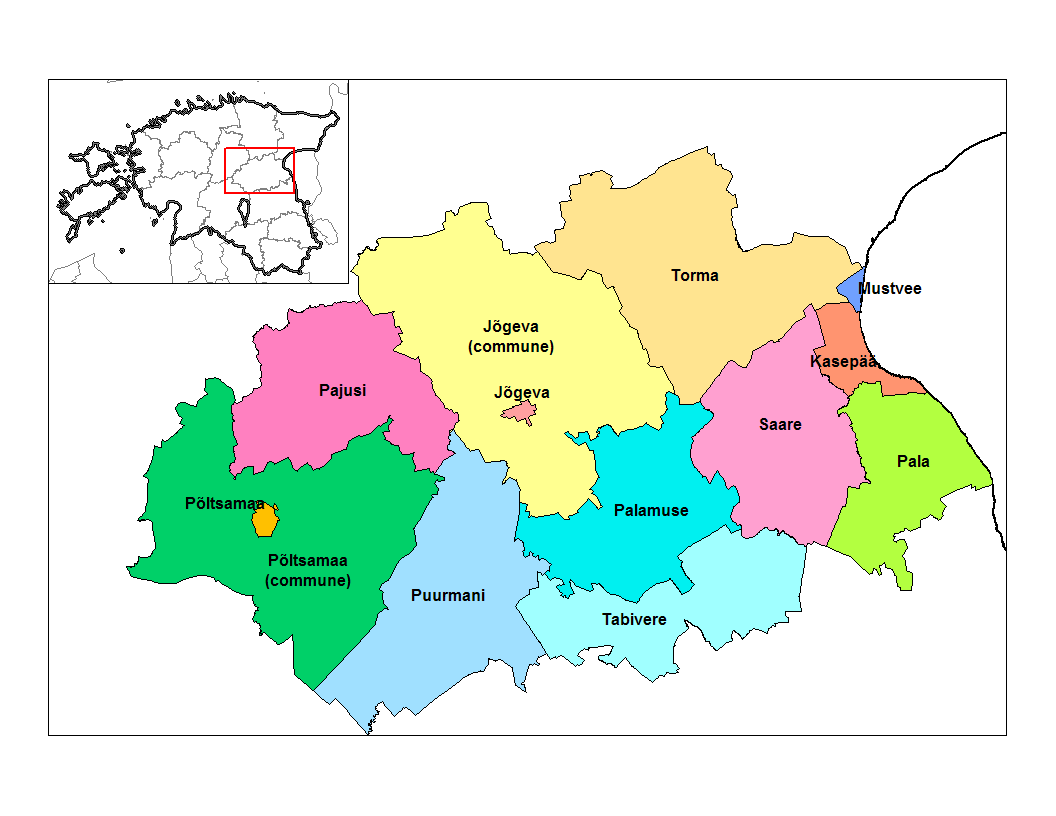

- یوگوا
- موستوی
- پولتساما

## شهرداری‌ها
| رتبه | شهرداری         | نوع     | جمعیت (۲۰۱۸) | مساحت km2 | تراکم |
| ---- | --------------- | ------- | ------------ | --------- | ----- |
| ۱    | دهستان یوگوا    | روستایی | ۱۳٬۸۸۹       | ۱٬۰۳۸     | ۱۳٫۴  |
| ۲    | Mustvee Parish  | روستایی | ۵٬۶۴۳        | ۶۱۵       | ۹٫۲   |
| ۳    | دهستان پولتساما | روستایی | ۱۰٬۰۱۲       | ۸۹۱       | ۱۱٫۲  |